# Rachid Azzouzi
Rachid Azzouzi (Fez, 10 de janeiro de 1971) é um ex-futebolista profissional marroquino, meio-campo.

## Carreira
Azzouzi fez parte do elenco da Seleção Marroquina de Futebol na Copa do Mundo em 1994 e 1998. Também representou seu país nos Jogos Olímpicos de 1992.